# Wilhelm Johannsen
Wilhelm Ludvig Johannsen (n. 2 februarie, 1857 — d. 11 noiembrie, 1927) a fost botanist danez, el a inventat cuvântul "genă" în 1909.
Johannsen s-a născut la Copenhaga. Pe când era foarte tânăr, a fost ucenic la farmacist și a lucrat în Danemarca și Germania începând din 1872 până la promovarea examenului de farmacist în 1879. În 1881, a devenit asistent la departamentul de chimie la Laboratorul Carlsberg sub conducerea chimistului Johan Kjeldahl. Johannsen a studiat metabolismul repausului și al germinării în semințe, tuberculi și muguri. El a arătat că starea de repaus poate fi întreruptă de diverși compuși anestezici, cum ar fi dietileterul și cloroformul.
În 1892, a fost numit lector la Universitatea Regală Veterinară și Agricolă și mai târziu a devenit profesor de botanică și fiziologie a plantelor. A predat fiziologia plantelor.[1] Cele mai cunoscute cercetări ale sale au vizat așa-numitele linii pure ale fasolei comune autofertile. El a reușit să arate că, chiar și în populațiile homozigote pentru toate trăsăturile, adică fără variație genetică, dimensiunea semințelor a urmat o distribuție normală. Acest lucru a fost atribuit furnizării de resurse plantei mamă și poziției semințelor în păstăi și a păstăilor pe plantă. Acest lucru l-a determinat să inventeze termenii fenotip și genotip.
Descoperirile lui Johannsen l-au determinat să se opună darwiniștilor contemporani, în special Francis Galton și Karl Pearson, care au considerat apariția variației normale a trăsăturilor distribuite în populații ca dovadă a variației genetice treptate asupra căreia ar putea acționa selecția.[2] Doar cu sinteza modernă s-a stabilit că variația trebuie să fie moștenită pentru a acționa ca materie primă pentru selecție.
El a creat termenii fenotip și genotip, utilizându-i mai întâi în cartea sa în germană ca Elemente der exakten Erblichkeitslehre (Elemente ale teoriei exacte a eredității).[3][4] Această carte s-a bazat în mare parte pe Om arvelighed i samfund og i rene linier ("Despre ereditatea în societate și în linii pure")[5] și în cartea sa Arvelighedslærens Elementer.[6] În această carte, Johannsen a introdus și termenul de genă.[7] Acest termen a fost inventat în opoziție cu pangenea comună de atunci, care decurgea din teoria pangenezei a lui Darwin. Cartea a devenit unul dintre textele fondatoare ale geneticii.

Tot în 1905, Johannsen a fost numit profesor de fiziologie a plantelor la Universitatea din Copenhaga, devenind vice-rector în 1917. În decembrie 1910, Johannsen a fost invitat să țină o alocuție în fața Societății Americane a Naturaliștilor. Această discuție a fost tipărită în American Naturalist.[8] În 1911, a fost invitat să susțină o serie de patru prelegeri la Universitatea Columbia.[9]
1. 1 2  Wilhelm Ludvig Johannsen, Dansk Biografisk Lexikon
2. 1 2  Katalog der Deutschen Nationalbibliothek, accesat în 31 mai 2020
3. 1 2  Wilhelm Ludwig Johannsen, Opća i nacionalna enciklopedija
4. 1 2  Wilhelm Johannsen, SNAC, accesat în 9 octombrie 2017
5. ↑  Wilhelm Ludvig Johannsen, Encyclopædia Britannica Online, accesat în 9 octombrie 2017
6. 1 2  Иогансен Вильгельм Людвиг, Marea Enciclopedie Sovietică (1969–1978)[*]
7. ↑  Katalog der Deutschen Nationalbibliothek, accesat în 10 iunie 2020
8. ↑  Иогансен Вильгельм Людвиг, Marea Enciclopedie Sovietică (1969–1978)[*]
9. ↑  „Wilhelm Johannsen”, Gemeinsame Normdatei, accesat în 30 martie 2015